# Aero HC-3
Aero HC-3 — легкий багатоцільовий вертоліт, створений у Чехословаччині, у Науково-дослідному і випробувальному авіаційному інституті (VZLU), наприкінці 1950-х років. Виробництво прототипів відбувалося на заводі Aero Vodochody, загалом було виготовлено наземний функціональний стенд та 3 літаючі прототипи. Проєкт було закрито на стадії випробувань, в серію вертоліт не пішов.

## Історія

### Створення
Ще до початку серійного виробництва Aero HC-2, конструкторська група Ярослава Шлехти, розпочала роботи над іншим вертольотом. Більшим, потужнішим і швидшим. Роботи над новим проєктом розпочалися 1956 року. В Науково-дослідному і випробувальному авіаційному інституті (VZLU), було створено функціональний макет XHC-3M, який використовувався для наземних випробувань. Також на цьому макеті відпрацьовували різні варіації лопатей повітряного гвинта, функціональні випробування агрегатів і авіоніки, тощо. 
Окрім наземного функціонального макету, було виготовлено 3 літаючі прототипи:
| №           | Реєстраційний номер | Дата першого польоту |
| ----------- | ------------------- | -------------------- |
| Прототип №1 | ОК-15               | 16 травня 1960       |
| Прототип №2 | ОК-16               | 10 лютого 1961       |
| Прототип №3 | ОК-17               | 13 березня 1961      |

11 вересня 1966 року розпочалися випробування озброєної версії вертольота. Озброєння складалося з двох пускових установок УБ-16 з набором некерованих ракета С-5 або двох установок vz.51 з ракетами JRRO-130. Тестування пройшло успішно. Також розроблялася версія з тандемним розташуванням сидінь, але вона так і не вийшла за межі етапу проектування.

### Експлуатації
Окрім випробувань, прототипи деякий час використовувались в кінематографі. Так в період з 1 травня по 10 жовтня 1966 року другий прототип вперше було використано для кінозйомок в НДР, на той момент він мав цивільне позначення OK-VZA. 1967 року кінематографісти студії DEFA використовували вже два гелікоптери (другий і третій прототипи) для створення художнього фільму про життя в НДР режисера Ендрю Торндайка. Під час цих знімань вертольоти загалом налітали понад 350 годин. Останнє відоме використання HC-3 відбулося при зніманні телесеріалу Пан Тау у 1972 році.

## Загальний опис
Легкий багатоцільовий вертоліт, класичної схеми, з одним несучим і одним кермовим гвинтом. Фюзеляж суцільнометалевий, передня частина мала округлу аеродинамічну форму і велику площу засклення. Кабіна розрахована на 2 пілотів і 2-3 пасажирів, проте вертоліт міг перевозити і більшу кількість пасажирів, до 7 людей. Кабіна мала четверо дверцят, перша пара відкривалася вперед і слугувала входом для пілотів, а друга пара дверцят відкривалася вгору і давала доступ до пасажирських місць. Паливний бак знаходився під підлогою пасажирської кабіни, а позаду в похилому положенні знаходився двигун і редуктор. Шасі чотириколісне, в польоті не прибирається. Несучий гвинт трилопатевий, діаметром 11,6 метрів. Кермовий гвинт трилопатевий діаметром 1,68 метри. Матеріал лопатей обох гвинтів — дерево з обшивкою зі скловолокна. Для захисту заднього кермового гвинта від контакту з землею, на хвостовій балці встановлено милицю, яка обмежує нахил хвоста вниз, в безпосередній близькості до поверхні.
Кабіна була обладнана варіометром, тахометром, висотоміром, штучним горизонтом та бортовим годинником. На другому і третьому прототипах додатково було встановлено короткохвильову радіостанцією та компас.
Вертоліт завершив повний цикл заводських і державних випробувань, він повністю відповідав вимогам британського регламенту BCAR, проте в серійне виробництво машина так і не потрапила. Розробка вертольота була припинена 31 грудня 1965 року.

### Основні характеристики

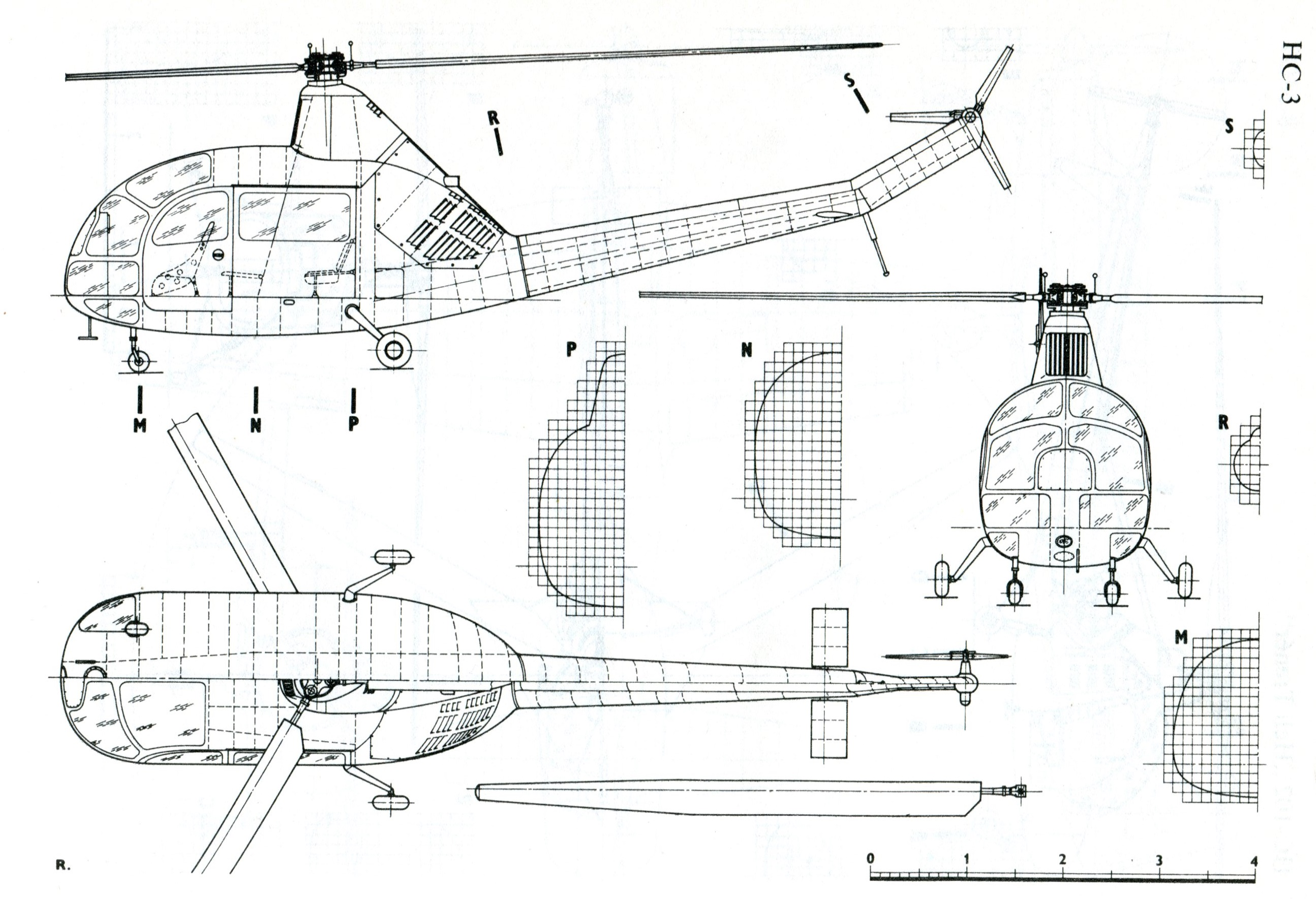
Схематичне зображення Aero HC-3

Характеристики наведено для базової версії HC-3, з мотором Walter M-108H.
- Екіпаж: 2
- Пасажиромісткість: 2-3
- Довжина: 13,40 м
- Висота: 3,40 м
- Ширина: 2,49 м
- Вага порожнього: 1033 кг
- Максимальна злітна вага: 1423 кг
- Двигун: Walter M-108 DH
- Несучий гвинт: 11,60 м
- Кермовий гвинт: 1,68 м

### Льотні характеристики
Характеристики наведено для базової версії HC-3, з мотором Walter M-108H.
- Максимальна швидкість: 140 км/год
- Крейсерська швидкість: 181 км/год
- Практична стеля: 4120 м
- Швидкопідйомність: 5 м/с
- Дальність польоту: 400 км

### Двигуни
Базова модель вертольота створювалась під чехословацький експериментальний шестициліндровий опозитний двигун Walter M-108H, який видавав потужність 217 к. с., проте для такої важкої машини цього було замало, вертоліт в такому виконанні навіть не міг здійснювати політ в режимі висіння. Згодом цей двигун доопрацьовувався і його чергова модифікація M-108DH мала максимальну потужність 275 к. с., а ще пізніше було створено модифікацію M-108DHK, яка змогла розвинути 296 к.с., проте двигун все одно не задовольняв проєктантів.
Розробники шукали для вертольота альтернативні двигуни. За пропозицією спеціалістів VZLU на другому прототипі використали радянський радіальний поршневий двигун АІ-14Р злітною потужністю 300 к. с., проте з цим двигуном вертоліт не літав. Метою було перевірити можливості установки двигуна та оцінити потенційні модифікації системи приводу гвинтів. По завершенню наземних випробувань на вертоліт встановили модифікований двигун АІ-14ВФ. Третій прототип також отримав двигун АІ-14ВФ.
Окрім цього існували альтернативні проєкти ремоторизації гелікоптера. Спеціалісти VZLU запропонували проєкт встановлення новітнього, на той час, турбовального Walter M601. А на заводі Moravan, n. p. створили альтернативний проєкт оснащення вертольота двома рядними шестициліндровими Walter M-337, які сумарно розвивали потужність в 420 к. с. Проте всі ці проєкти так і лишились на папері.

## Модифікації
- XHC-3M — Наземний функціональний стенд;
- HC-3 — базова версія з двигуном Walter M-108H;
- HC-3A — версія з радіальним двигуном АІ-14ВФ радянського виробництва;
- HC-3T — проєкт з турбовальним двигуном Walter M601[cs];
- HC-3B — проєкт бойового вертольота;
- HC-103 — проєкт з двома поршневими двигунами Walter M-337[cs].